# Bis wir tot sind oder frei
Bis wir tot sind oder frei ist ein Filmdrama des Schweizer Regisseurs Oliver Rihs aus dem Jahr 2020.
Premiere war am 26. September 2020 beim Filmfest Hamburg. Der Film lief am 18. November 2020 beim Tallinn Black Nights Film Festival im Hauptwettbewerb und auf weiteren Filmfestivals. In der Schweiz lief er am 25. November 2021 an, in Deutschland am 31. März 2022.

## Handlung
Der Film spielt in den 1980er-Jahren, einer Zeit politischer Unruhen und des gesellschaftlichen Umbruchs in der Schweiz. Inspiriert von einer wahren Geschichte, erzählt der Film vom Kampf der idealistischen Rechtsanwältin Barbara Hug gegen das rückständige und repressive Schweizer Justizsystem jener Zeit. In ihrem sozialen Kampf findet sie in Walter Stürm, einem zu Isolationshaft verurteilten Kriminellen, einen unerwarteten Verbündeten. Stürm, dessen Ruf als «Ausbrecherkönig» ihm schweizweit vorauseilt, erweist sich dank seiner Popularität als nützliches Instrument für die von Hug angestrebte Reform des Schweizer Strafvollzugs. Doch je weniger Walter Stürm sich ihrem Willen beugt, desto mehr verfällt sie der Faszination seines kategorischen Freiheitswillens.

## Produktion
Regie führte Oliver Rihs, der auch am Drehbuch mitschrieb. Rihs zufolge steckt im Film viel Zeitaktuelles, auch wenn er aus den 1980er- und 1990er-Jahren erzählt und die damaligen Umstände im Schweizer Justizsystem im Fokus hat, dies vor allem in der philosophischen Frage, wo Freiheit eigentlich stattfindet: Wie sehr kann einem der Staat Freiheit schenken? Wie sehr muss man sich Freiheit selbst nehmen? Was hat Freiheit mit Tod zu tun?
Der Film ist frei inspiriert von Reto Kohlers Buch «Stürm – Das Gesicht das Ausbrecherkönigs» aus dem Jahr 2004, das im Jahr 2021 anlässlich des Filmstarts in einer überarbeiteten und ergänzten Neuauflage mit dem Titel «Ausbrecherkönig Stürm – Im Gefängnis der Lügen» erschienen ist.
Die Dreharbeiten fanden vom 1. April bis 12. Juni 2019 in Zürich und Umgebung, in der Ostschweiz, in Süddeutschland und in Spanien statt.
Der Film wurde hergestellt von Contrast Film Zürich in Koproduktion mit Port au Prince Film aus Berlin und Niama Film Stuttgart. Sendepartner sind das Schweizer Radio und Fernsehen SRF, Teleclub, ARTE, Bayerischer Rundfunk und Hessischer Rundfunk. Der Film wird weltweit von The Playmaker Munich vertrieben.
In der Schweiz wird der Film im Verleih der Ascot Elite Entertainment und in Deutschland von Port au Prince Pictures herausgebracht. In den USA und in Kanada wurden die Lizenzrechte von Corinth Films, in Spanien von Pirámide Films und in Indien von Big Tree Entertainment erworben, in China wurden sie von Naropean Entertainment Ltd. erworben.

## Veröffentlichung
Welturaufführung war am 26. September 2020 beim Filmfest Hamburg, die internationale Premiere am 18. November 2020 beim PÖFF (Tallinn Black Nights Film Festival) im Hauptwettbewerb. Weitere Festivals waren Camerimage in Polen (Internationaler Wettbewerb), Beijing International Film Festival, Internationales Filmfestival Moskau, Internationales Filmfest Emden-Norderney, Avanca Film Festival, Braunschweig International Film Festival und Fünf Seen Filmfestival.
In der Schweiz kam der Film am 25. November 2021 in die Kinos, in Deutschland am 31. März 2022.

## Rezeption

### Kritiken
Bis Februar 2022 wurde der Film in der Internet Movie Database mit 6.2 von 10 bewertet.
Jorge Pereira Rosa von C7nema meint, der Film sei ein historischer und politischer Film, der nie seine kommerzielle Perspektive verliere.
Victor Fraga gibt dem Film auf DMovies fünf Sterne und schreibt: „’Bis wir tot sind’ findet die perfekte Balance zwischen einer Gaunerkomödie, politischem Thriller und philosophischem Essay. Das Ergebnis ist ein sehr humanistisches Portrait zweier komplexer Persönlichkeiten. Muss man sehen.“
Laut Armin Greune von der Süddeutschen Zeitung verleiht Joel Basman „Stürms schillernder Figur zwischen nonchalantem Charme und tiefer Verzweiflung geradezu plastische Tiefe.“
Giorgia del Don meint in Cineuropa: „Die realen Figuren, auf denen der Film basiert, bieten bereits reichlich Intrigen. Doch ’Bis wir tot sind oder frei’ gewinnt mit zwei Schauspielern, die ihm all den Glanz der Schweizer Prominentenwelt verleihen: Joel Basman und die wunderbare Marie Leuenberger. Dieses ästhetisch gut zusammenpassende Paar haucht zwei starken Charakteren Leben ein, die sich für lange Zeit in unser Gehirn einbrennen.“

### Auszeichnungen
- Best Actress Award für Marie Leuenberger im Hauptwettbewerb von PÖFF Black Nights Film Festival Tallinn.[15]
- 4 Preise am Avanca Film Festival: den Best Feature Film Award, Best Actress Award, Best Cinematography Award und den Don Quijote Award.[16]